# 14 Andromedae b
Pour les articles homonymes, voir Spe.
14 Andromedae Ab (14 And Ab), ou Spe (prononcer [spe], « spé »), est une planète extrasolaire (exoplanète) en orbite autour de l'étoile 14 Andromedae (Veritate), géante orange située à environ 249 années-lumière dans la constellation boréale d'Andromède.

## Découverte et désignation
14 Andromedae b a été découverte en 2008.

## Orbite et rotation
La planète orbite autour de Veritate en environ 185,84 jours.

## Caractéristiques physiques
La planète a une masse équivalente à 5,33 fois celle de Jupiter.